# Конин (ера)
Конин (弘仁) је јапанска ера (ненко) која је наступила после Даидо и пре Тенчо ере. Временски је трајала од 810. до јануара 824. године и припадала је Хејан периоду. Владајући цареви били су Сага и Џуна.

## Важнији догађаји Конин ере
- 812. (Конин 3): Написан је званични коментар за Нихон шоки.[3]

- 820. (Конин 11): Закони су поново пописани у 50 томова, укључујући и оне донете 701. године.[4]

- 822. (Конин 13): Смрт Саичо монаха који је био оснивач будистичке школе Тендај.[5]
- 30. мај 823. (Конин 14, седамнаести дан четвртог месеца): Цар Сага у четрнаестој години владавине абдицира и трон наслеђује млађи брат, трећи син цара Камуа - Џуна.[6][7][8]